# Dickkopffalter

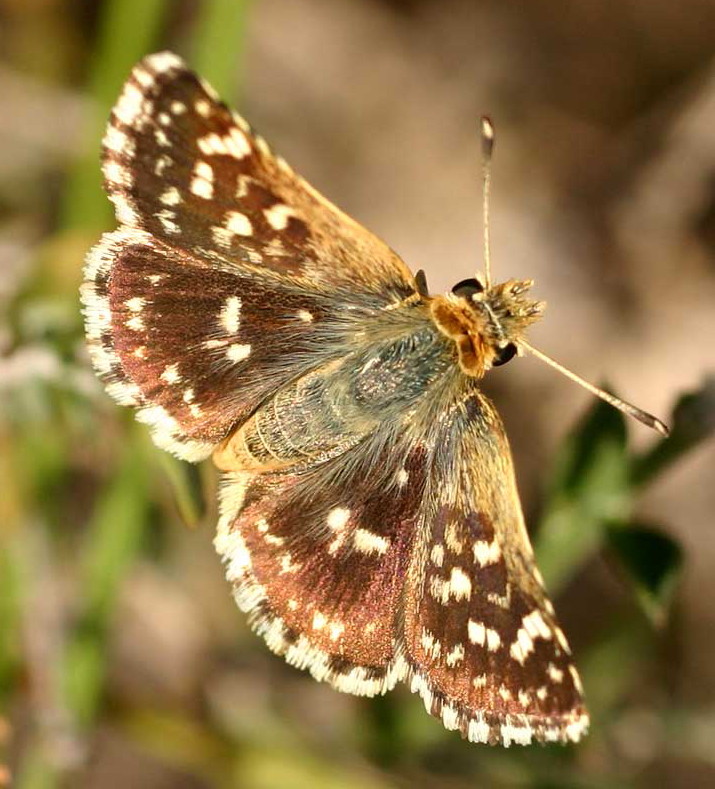
Roter Würfel-Dickkopffalter (Spialia sertorius)

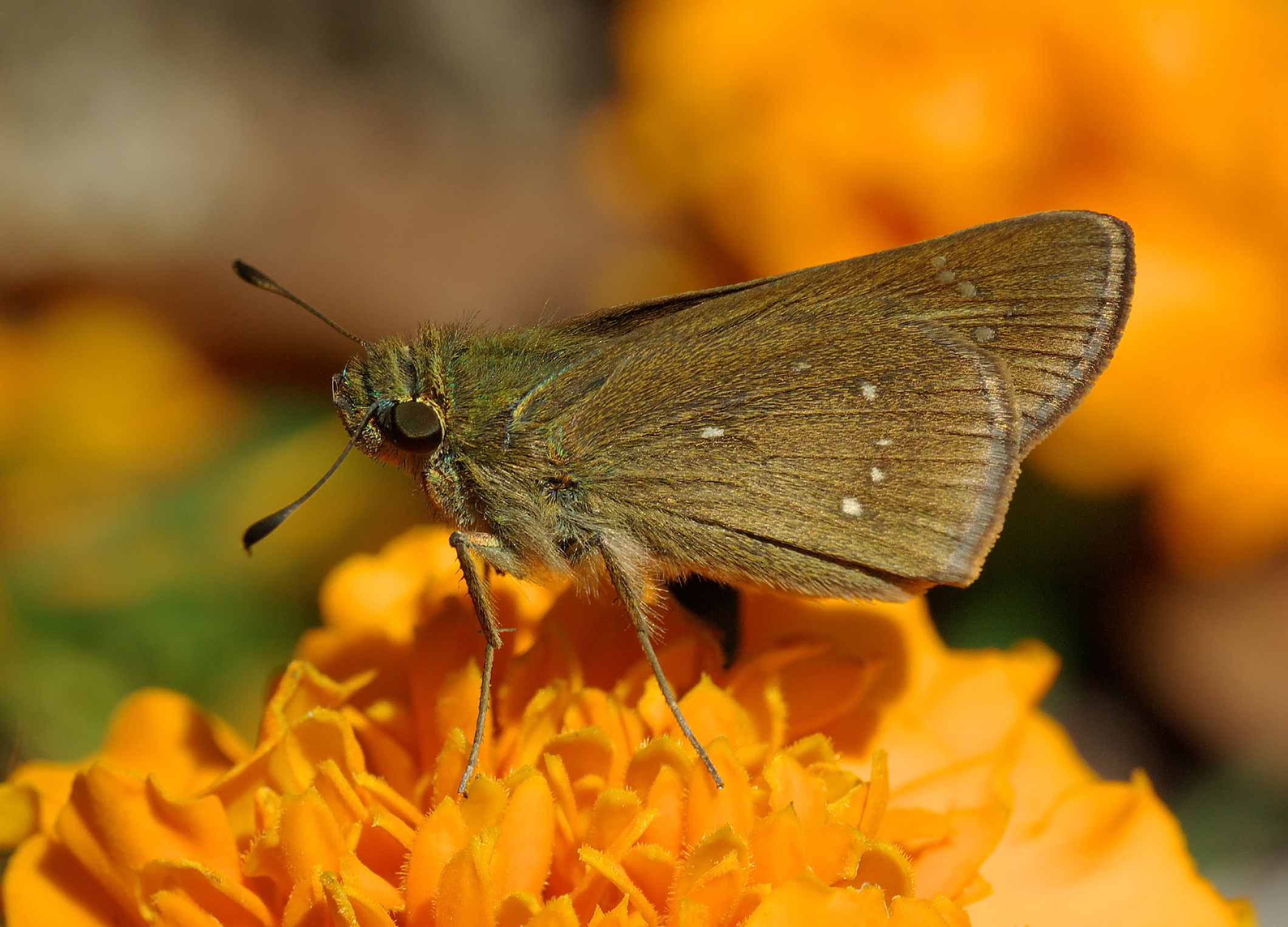
Pelopidas mathias

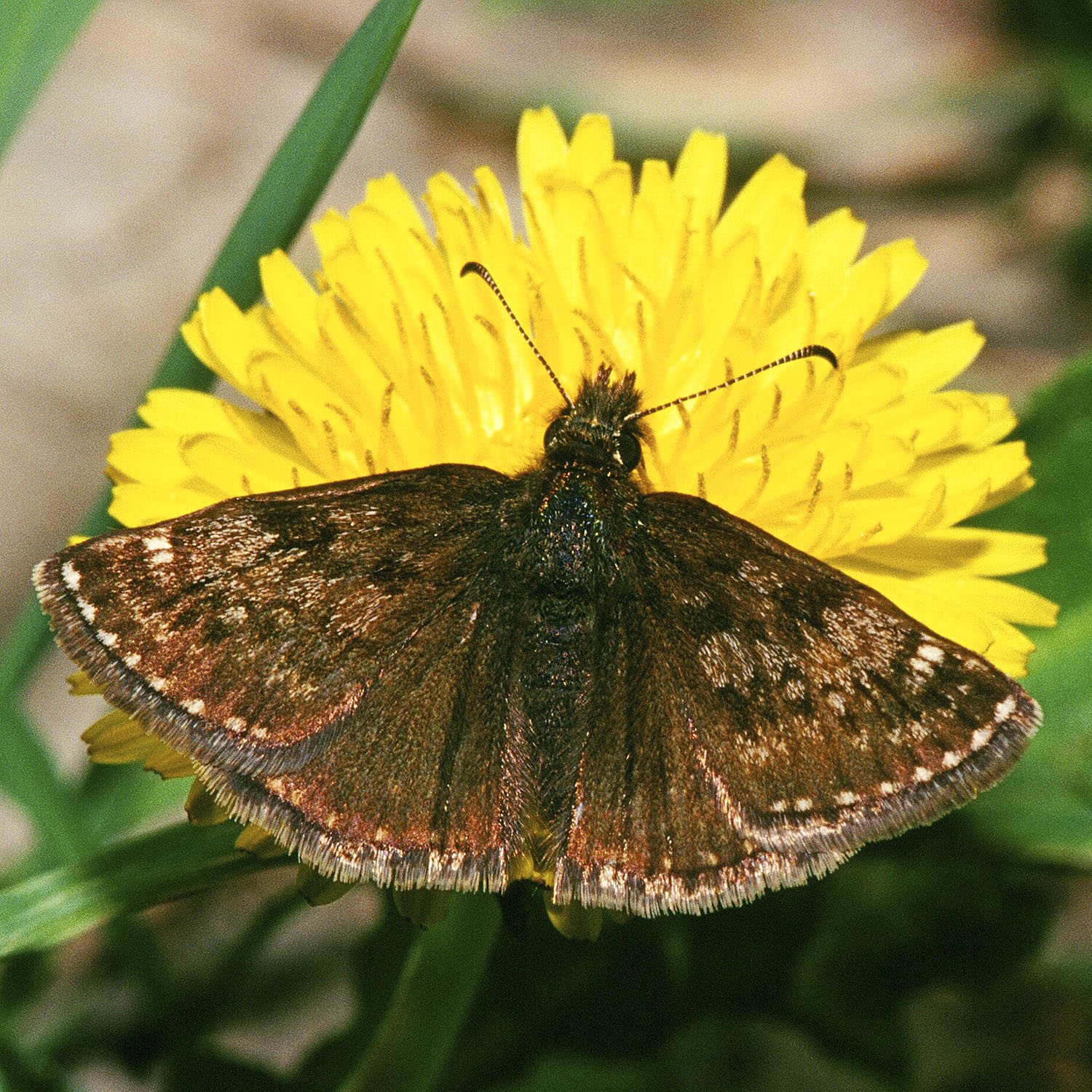
Kronwicken-Dickkopffalter (Erynnis tages)

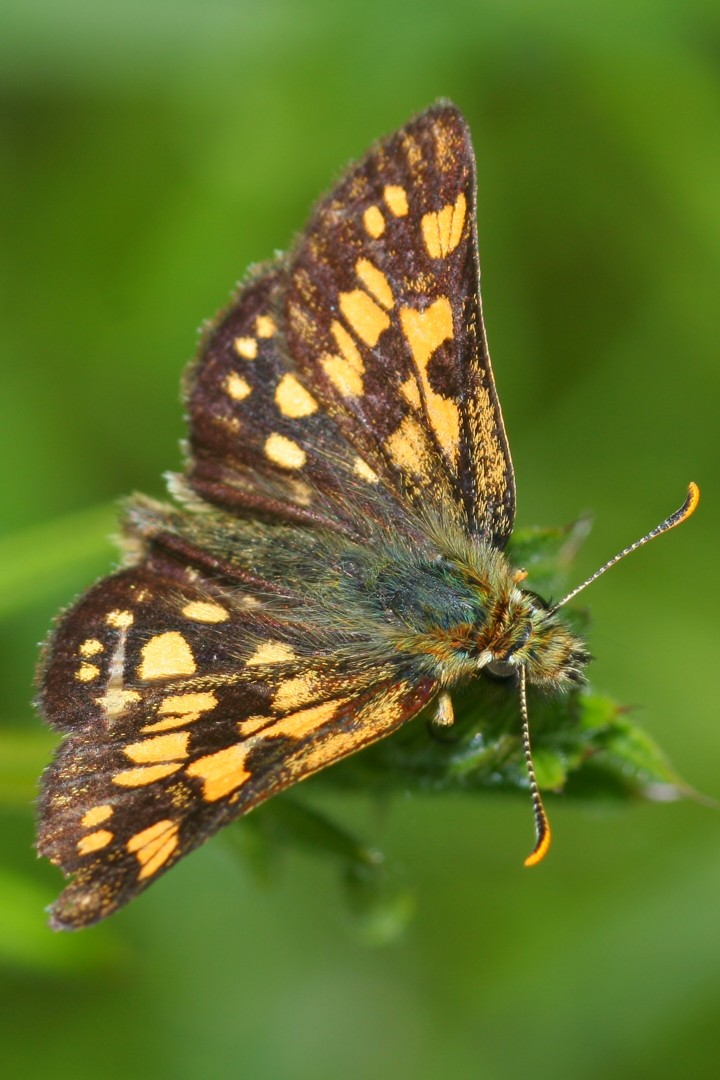
Gelbwürfeliger Dickkopffalter (Carterocephalus palaemon)

Die Dickkopffalter (Hesperiidae) sind eine Familie der Schmetterlinge. Sie kommen weltweit, außer in Neuseeland, mit etwa 4000 Arten und derzeit über 560 Gattungen vor. Ihr Hauptverbreitungsgebiet sind die Tropen, besonders die Neotropis. Namensgebend für die Familie ist der breite Kopf der Tiere. Die Hesperiidae werden oft als einzige Familie der Überfamilie Hesperioidea betrachtet, heute aber häufiger in die Überfamilie Papilionoidea eingegliedert.

## Merkmale
Die europäischen Falter erreichen eine Flügelspannweite von 24 bis 34 Millimeter, in den Tropen findet man jedoch größere Exemplare. Die Tiere haben einen mittelmäßig bis kräftig gebauten Körper, einen Kopf der fast immer breiter als der Thorax ist und sind an ihrer Ruheposition sofort erkennbar: Die meisten Arten haben ihre Flügel so geöffnet, dass die Vorder und Hinterflügel in einem spitzen Winkel zueinander stehen. Die Vorderflügel sind etwa 1,5 bis zweimal länger als breit und meist orangebraun, braun, grau oder schwarz gefärbt; es gibt aber, vor allem in den Tropen, zahlreiche (auch schillernd) bunt gefärbte Arten. Viele Arten weisen auf beiden Flügelpaaren helle Würfelflecken auf. Einige Männchen tragen auf den Flügeln Duftschuppenstreifen. Die Hinterflügel sind breit abgerundet und in etwa gleich breit, wie die Vorderflügel. Die Fühler sind kurz, etwa halb so lang wie die Vorderflügel und am Ende keulig verdickt. Diese Fühlerkeule ist meist langgestreckt und am Ende deutlich gebogen. Die Tiere haben keine Maxillarpalpen; ihre Labialpalpen haben drei Segmente. Ihr ungeschuppter Saugrüssel ist, genauso wie alle drei Beinpaare, voll entwickelt.
Die Vorderflügel haben 12 Flügeladern mit einer Analader (1b). Die Hinterflügel haben 8 Adern mit zwei Analadern (1a und 1b).
Die meist grün, gelb oder hell gefärbten Raupen haben einen Kopf der breiter als der Thorax ist (außer Arten von Megathymus) und voll entwickelte Bauchbeinpaare. Die meisten Arten sind kurz behaart. Manche Arten haben eine sehr lebhafte Körperfärbung.

## Lebensweise
Der Großteil der Falter ist tagaktiv. Es gibt aber einige Arten, wie z. B. Celaenorrhinus fritzgaertneri, die dämmerungs- und auch nachtaktiv sind. Alle Vertreter der Dickkopffalter zeichnen sich durch einen charakteristischen Flug aus. Einige fliegen sehr schnell und nahe am Boden, während andere einen leicht hüpfenden Flug zeigen. Manche Arten zählen zu den Wanderfaltern.
Die Eier werden von den Weibchen einzeln an den Futterpflanzen abgelegt. Die daraus schlüpfenden Raupen fressen im Schutz einer Blattbehausung, die aus mit Seide befestigten Blättern besteht. In dieser verpuppen sie sich auch, wobei die Behausung nach jeder Häutung neu erbaut und zur Überwinterung oder Verpuppung an kräftigen Stängeln der Futterpflanze befestigt wird. Nur sehr wenige Arten, z. B. die der Gattung Megathymus bohren in Pflanzen (Agavengewächsen (Agavaceae)). Das Nahrungsspektrum der Familie umfasst ca. 70 Pflanzenfamilien. Unter den Dickkopffaltern gibt es einige Arten, die als Schädlinge auftreten können, wie z. B. Erionota thrax, deren Raupen an Bananenpflanzen fressen, Hidari irava an Palmen und Arten der Gattung Nyctelius an Zuckerrohr.

## Systematik
Die Familie der Dickkopffalter (Hesperiidae) wird derzeit in sieben Unterfamilien unterteilt
- Coeliadinae Evans, 1937
- Euschemoninae Kirkby, 1897
- Eudaminae Mabille, 1877
- Pyrginae Burmeister, 1878
- Heteropterinae Aurivillius, 1925
- Hesperiinae Latreille, 1809
- Trapezitinae Waterhouse & Lyell, 1914

Die in vielen Publikationen noch aufgeführte Unterfamilie Pyrrhopyginae Mabille, 1877 wurde von Warren et al. (2008) auf den Rang einer Tribus zurückgestuft. Dieselben Autoren stufen die ehemalige Unterfamilie Megathyminae Comstock, 1895 als eine Infra-Tribus-Gruppe der Hesperiinae ein.
Drei Unterfamilien mit 47 Arten kommen in Europa vor, auf der ganzen Welt sind es 4127 Arten.

### Unterfamilie Pyrginae
- Erynnis icelus
- Erynnis marloyi (Boisduval, 1834), Balkan, Mittlerer Osten, Afghanistan
- Kronwicken-Dickkopffalter (Erynnis tages) (Linnaeus, 1758), Europa, Mittlerer Osten, Nordasien, Ostchina
- Malven-Dickkopffalter (Carcharodus alceae) (Esper, [1780]), Europa, Mittlerer Osten, Indien, temperiertes Asien
- Carcharodus tripolina (Verity, 1925), Iberische Halbinsel, Atlas
- Loreley-Dickkopffalter (Carcharodus lavatherae) (Esper, [1783]), Mittelmeergebiet, Mittlerer Osten, Kleinasien
- Heilziest-Dickkopffalter (Carcharodus floccifera) (Zeller, 1847), Mittelmeergebiet, temperiertes Asien
- Carcharodus orientalis Reverdin, 1913, Balkan, Kleinasien
- Andorn-Dickkopffalter (Carcharodus baeticus) (Rambur, 1839), Iberische Halbinsel, Südfrankreich, Mittlerer Osten
- Carcharodus stauderi Reverdin, 1913, Nordafrika, Balkan, Kleinasien
- Spialia phlomidis (Herrich-Schäffer, 1845), Balkan, Mittlerer Osten, Kleinasien
- Roter Würfel-Dickkopffalter (Spialia sertorius) (Hoffmannsegg, 1804), Nordafrika, Europa
- Muschampia leuzeae
- Muschampia mohammed
- Spialia orbifer (Hübner, [1823]), Osteuropa, temperiertes Asien
- Spialia therapne (Rambur, 1832), Korsika, Sardinien
- Mooreana trichoneura (C. & R. Felder, 1860)
- Muschampia proto (Ochsenheimer, 1808), Mittelmeergebiet, Türkei, Kaukasus, Kleinasien
- Muschampia proteides (Wagner, 1929), Mittlerer Osten, ansonsten ist die Verbreitung noch unklar.
- Muschampia tessellum (Hübner, [1800–1803]), Balkan, Mittlerer Osten, temperiertes Asien
- Muschampia cribrellum (Eversmann, 1841), Balkan, temperiertes Asien
- Zweibrütiger Würfel-Dickkopffalter, auch Mehrbrütiger Würfeldickkopffalter (Pyrgus armoricanus Oberthür, 1910)
- Steppenheiden-Würfel-Dickkopffalter (Pyrgus carthami) (Hübner, [1808–1813]), Europa, Klein- und Zentralasien
- Pyrgus sidae (Esper, 1784), Südeuropa, Mittlerer Osten, Kleinasien
- Graumelierter Alpen-Würfel-Dickkopffalter (Pyrgus andromedae) (Wallengren, 1853), Pyrenäen, Alpen, Balkan, Halbinsel Kola, Skandinavisches Massif
- Pyrgus cacaliae (Rambur, 1839), Pyrenäen, Alpen, Balkan
- Pyrgus centaureae (Rambur, 1839), Skandinavien, polares Asien, Altai, Kanada
- Kleiner Würfel-Dickkopffalter (Pyrgus malvae) (Linnaeus, 1758), Europa, Mongolei, Amurland, Japan
- Kleiner Südlicher Würfel-Dickkopffalter (Pyrgus malvoides) (Elwes & Edwards, 1897), Südeuropa, Kleinasien
- Schwarzbrauner Würfel-Dickkopffalter (Pyrgus serratulae) (Rambur, 1839), Europa, Mittlerer Osten, temperiertes Asien
- Pyrgus onopordi (Rambur, 1839), Mittelmeergebiet, südliches Mitteleuropa
- Pyrgus carlinae (Rambur, 1839), Alpen
- Spätsommer-Würfel-Dickkopffalter (Pyrgus cirsii) (Rambur, 1839), Iberische Halbinsel, Süd- und Ostfrankreich, lokal in Südwestdeutschland
- Pyrgus cinarae (Rambur, 1839), Cuenca (Spanien), Balkan, Mittlerer Osten, Kleinasien
- Sonnenröschen-Würfel-Dickkopffalter (Pyrgus alveus) (Hübner, [1800–1803]), Europa, Nordafrika, Sibirien, Ostchina
- Pyrgus bellieri (Oberthür, 1910), Pyrenäen, Südfrankreich, Dolomiten, Apennin
- Pyrgus warrenensis (Verity, 1928), Alpen
- Spialia doris

### Unterfamilie Heteropterinae
- Spiegelfleck-Dickkopffalter (Heteropterus morpheus) (Pallas, 1771), Europa, Klein- und Zentralasien, Amurland, Korea
- Gelbwürfeliger Dickkopffalter (Carterocephalus palaemon) (Pallas, 1771), Europa, temperiertes Asien, Kanada, Ostküste der USA
- Schwarzfleckiger Golddickkopffalter (Carterocephalus silvicola) (Meigen, 1829), Nordeuropa, polares und temperiertes Asien

### Unterfamilie Hesperiinae
- Schwarzkolbiger Braun-Dickkopffalter (Thymelicus lineola) (Ochsenheimer, 1808), Europa, Zentralasien, Amurland, Nordamerika
- Braunkolbiger Braun-Dickkopffalter (Thymelicus sylvestris) (Poda, 1761), Europa, Mittlerer Osten, Nordafrika
- Mattscheckiger Braun-Dickkopffalter (Thymelicus acteon) (Linnaeus, 1758), Nordafrika, Europa
- Thymelicus christi Rebel, 1894, Kanarische Inseln
- Thymelicus hyrax (Lederer, 1861), Balkan, Mittlerer Osten
- Komma-Dickkopffalter (Hesperia comma) (Linnaeus, 1758), Nordafrika, Europa, Mittlerer Osten, Nordamerika
- Rostfarbiger Dickkopffalter (Ochlodes sylvanus) (Esper, 1777), Europa, Mittlerer Osten, temperiertes Asien
- Gegenes pumilio (Hoffmannsegg, 1804), Südeuropa, Afrika, Kleinasien, Mittlerer Osten, Indien
- Gegenes nostrodamus (Fabricius, 1793), Südeuropa, Nordafrika, Kleinasien, Indien
- Borbo borbonica (Lederer, 1855), Andalusien (Spanien), Afrika, Mittlerer Osten, Kleinasien
- Pelopidas thrax (Hübner, 1821), Samos und Rhodos (Griechenland), Mittlerer Osten, Indien, Afrika

### Außereuropäische Arten (Auswahl)
- Astraptes fulgerator (Walch, 1775)
- Astraptes anaphus (Cramer, 1777)
- Urbanus proteus (Linnaeus, 1758)

## Trivia
Die Raupen der Gattung Megathymus sind jene, die im Mezcal eingelegt sind. In den peruanischen Anden werden die von den Blättern des Chachakuma-Baumes (Escallonia resinosa) lebenden Raupen von Metardaris cosinga (auf Quechua wayt'ampu) ebenfalls von Menschen verzehrt.